# Heminothrus osornensis
Heminothrus osornensis är en kvalsterart som först beskrevs av Ziemowit Olszanowski och Norton 2002.  Heminothrus osornensis ingår i släktet Heminothrus och familjen Camisiidae. Inga underarter finns listade i Catalogue of Life.